# Hilda (serie de novelas gráficas)
Hilda (también conocido como Hildafolk) es una serie de novelas gráficas escrita e ilustrada por el británico Luke Pearson y publicado por Nobrow Press.

## Contenido
Hilda está ambientada en un mundo fantástico que se asemeja a la Escandinavia de hacia finales del siglo XX, inspirado en el folclore escandinavo, cuentos populares y los mumins. El personaje titular es una niña, quien vive en los primeros dos libros con su madre en una cabaña sobre una llanura, rodeada de montañas y bosques, pero posteriormente se mudan hacia la ciudad de Trolberg. El mundo de Hilda está habitado tanto por personas comunes como criaturas fantásticas como trolls, gigantes, elfos y espíritus. En el cuarto libro, Hilda se une a los Scouts (The Sparrow Scouts en Estados Unidos y Los Gorriones Exploradores en España)

## Personajes principales
- Hilda: Es una niña inteligente, amable, curiosa y testaruda, que está interesada en explorar el mundo que lo rodea con una mente abierta. A pesar de que no evita el contacto con otros niños e interactúa con sus compañeros de clase y de los scouts, mantiene una personalidad principalmente reservada y hace amistades con criaturas fantásticas.
- Twig: Es la mascota fiel de Hilda, que es mitad ciervo y mitad zorro.
- Johanna: Es la madre de Hilda, quien es cariñosa y solidaria, pero a veces suele preocuparse demasiado por su hija. Cuando era una niña, también pertenecía a los Scouts.

## Publicaciones
| Año  | Título original                                                 | Escritor e ilustrador | Editorial                  | ISBN                | Notas                                                                      |
| ---- | --------------------------------------------------------------- | --------------------- | -------------------------- | ------------------- | -------------------------------------------------------------------------- |
| 2010 | Hildafolk (Hilda y el Trol)                                     | Luke Pearson          | Nobrow Press (Londres)     | ISBN 978-1907704048 | Relanzado en 2013 como Hilda and the Troll por Flying Eye Books (Londres). |
| 2011 | Hilda and the Midnight Giant (Hilda y el gigante de medianoche) | Luke Pearson          | Nobrow Press (Londres)     | ISBN 978-1907704253 |                                                                            |
| 2012 | Hilda and the Bird Parade (Hilda y la cabalgata de pájaro)      | Luke Pearson          | Nobrow Press (Londres)     | ISBN 978-1909263062 |                                                                            |
| 2014 | Hilda and the Black Hound (Hilda y el perro negro)              | Luke Pearson          | Flying Eye Books (Londres) | ISBN 978-1909263185 |                                                                            |
| 2016 | Hilda and the Stone Forest (Hilda y el bosque de piedra)        | Luke Pearson          | Flying Eye Books (Londres) | ISBN 978-1909263741 |                                                                            |
| 2019 | Hilda and the Mountain King (Hilda y el rey de la montaña)      | Luke Pearson          | Flying Eye Books (Londres) | ISBN 978-1911171171 |                                                                            |

Estas novelas gráficas fueron posteriormente traducida para su lanzamiento en otros países, incluyendo Francia, Alemania,  Italia,  España, Polonia,  Suecia, Noruega  y República Checa.

## Recepción y premios

### Recepción crítica
La saga fue muy elogiada tanto por críticos como fanáticos. Pamela Paul, crítica del periódico The New York Times, tras haber leído Hilda and the Bird Parade, hizo comparaciones entre el mundo fantástico de Pearson y las creaciones de Hayao Miyazaki, afirmando además: "En el mundo de Hilda, el día es dibujado en un naranja quemado, marrón y verde oliva apagado, y la noches son de un helado y espeluznante verde azulado y azul menta. Cada paisaje tiene sus propias visiones tentadoras." Un artículo redactado por Alexandra Lange sobre la saga en The New Yorker, también destacó las similitudes con las obras de Miyazaki y habla sobre la complejidad de las creaciones de Pearson, y su atractivo tanto a niños como adultos como igual: “La estética de Pearson es sofisticada para el mundo de la animación infantil, y las tramas encajan perfectamente en una serie de preocupaciones parentales actuales.”
En julio de 2013, Hilda and the Midnight Giant fue presentado en la lista de Los 7 mejores libros para lectores juveniles, por parte de Deutschlandfunk, una radioemisora pública alemana. Ese mismo año en noviembre, Hilda and the Bird Parade fue incluida en la lista de Libros intantiles destacados de 2013 por The New York Times.

### Premios y nominaciones
| Año  | Libro                        | Resultado | Premio                                                                  |
| ---- | ---------------------------- | --------- | ----------------------------------------------------------------------- |
| 2012 | Hilda and the Midnigth Giant | Ganador   | British Comic Awards, Premio al Cómic Juvenil.                          |
| 2013 | Hilda and the Bird Parade    | Nominado  | Festival Internacional de la Historieta de Angulema, Sélection Jeunesse |
| 2014 | Hilda and the Midnight Giant | Ganador   | Premio Max & Moritz, Mejor Cómic para Niños.                            |
| 2014 | Hilda and the Midnight Giant | Ganador   | Gran Guinigi, Mejor Saga Literaria                                      |
| 2014 | Hilda and the Bird Parade    | Nominado  | Premio Eisner, Mejor Publicación para Niños (8–12 años)                 |
| 2014 | Hilda and the Bird Parade    | Nominado  | Eisner Premio, Artista de Escritor/Mejor                                |
| 2015 | Hilda and the Black Hound    | Ganador   | Premio Dwayne McDuffie, en Cómic Infantil.                              |
| 2017 | Hilda and the Stone Forest   | Nominado  | Premio Eisner, Mejor Publicación para Niños (9–12 años)                 |
| 2017 | Hilda and the Stone Forest   | Nominado  | Premio Dwayne McDuffie, en Cómic Infantil.                              |

## Adaptación animada
La compañía de producción y licencias de TV Silvergate Media, lanzó una serie animada homónima basada en las novelas gráficas, siendo estrenada el 21 de septiembre de 2018 exclusivamente en Netflix, llegando a ser aclamada por el público y la crítica. La segunda temporada se estrenó el 14 de diciembre de 2020.Por último, la tercera temporada se estrenó el 7 de diciembre de 2023.